# ピースメイカー (DCコミックス)
ピースメイカー（Peacemaker）は、チャールトン・コミックが所有し、後にDCコミックスが買収したスーパーヒーローシリーズ。オリジナルのピースメーカーは、作家のジョー・ギルとアーティストのパット・ボイエットが手がけた『Fightin' 5』#40（1966年11月）に初登場した。
クリストファー・スミスの姿をしたピースメーカーは、DCエクステンデッド・ユニバースの映画『ザ・スーサイド・スクワッド “極”悪党、集結』（2021年）で映画デビューを果たし、ジョン・シナが演じ、HBO Maxの同名のテレビシリーズで再登場する。

## 略歴
当初のピースメイカーのキャラクター設定は、平和のために特殊な非殺傷兵器を手に戦う外交官で、自ら開発したコスチュームには高い防御力があり、独特のマスクにはレーザー光線や超音波ビームの発射機能等、様々なギミックが装備されていた。
しかしクライシス・オン・インフィニット・アースの後にリブートされたピースメイカーのキャラクターは、以下の通りまったく異なっている。
1955年、オーストリアの実業家でクリストファーの父親あるヴォルフガング・シュミットが、第二次大戦中のポーランドのナチス強制収容所で指揮をしていた事が明らかにされ、これにより戦犯として起訴された彼は自殺した。この事件が当時5歳のクリストファーにとって強いトラウマとなり、死んだ父親が語りかけてくる幻聴に悩まされるようになってしまった。
その後、姓をシュミットから英語名風のスミスに改め母親の母国であるアメリカに移住し、18歳で陸軍に入隊した彼は、ベトナム戦争で情報部のミスと父親の幻影に惑わされ、罪なき人々を虐殺してしまい軍法会議で終身刑を宣告された。そして連邦刑務所からの仮釈放を条件にアメリカ政府の対テロ部隊プロジェクトに参加し、ピースメイカーを名乗り秘密警察組織に加わる。しかし依然として精神疾患を患っているため、殺した人物の魂がヘルメットに宿り自分に語りかけていると信じている。

## 出版経歴
ピースメーカーが初めて登場したのは、チャールトン・コミックスのスパイチーム・タイトル『Fightin' 5』#40（1966年11月）のバックアップシリーズであった。このシリーズが41号で打ち切られると、ピースメーカーは自分のタイトルを持つことになり、1967年3月から11月までの5号をカバーし、『Fightin' 5』はバックアップシリーズとして、後にモダン・コミックスで再版された。第6号のためにペンシラーであるパット・ボイエットが描いた作品は後にオンラインで公開された。1980年代半ばにチャールトン・コミックスが消滅した後、DCコミックスが「ザ・ピースメーカー」を買収し、4号のミニシリーズ（1988年1月-4月）を公開した。

## その他のメディア
クリストファー・スミスのピースメイカーは、DCエクステンデッド・ユニバースを舞台にした実写版映画に登場し、ジョン・シナが演じている。
- 映画『ザ・スーサイド・スクワッド』では、同名のチームとともに、イェトゥンヘイムの研究施設と謎の「スターフィッシュ計画」のすべての証拠を破壊するために、コルト・マルタに派遣される。さらに、リーダーのアマンダ・ウォーラーは、ピースメイカーにアメリカがプロジェクトに関与している証拠を消すよう密かに命じる。その過程で、チームメイトのブラッドスポートとは、経歴やスキルが似ていることからライバル関係になる。現場のリーダーであるリック・フラッグが、アメリカ政府が「スターフィッシュ計画」に出資していることを知り、それを世間に漏らそうとしたため、ピースメイカーは不本意ながら彼を殺してしまう。その行為を目撃していたラットキャッチャー2を殺しそうになるが、ブラッドスポートがその前にピースメイカーを撃ち殺す。ポスト・クレジット・シーンでは、ウォラーのチームが重傷を負ったピースメイカーをアメリカに脱出させる。
- 彼を主人公としたスピンオフドラマ『ピースメイカー』がHBO Maxにて配信された。